# Supinum
Supinum fu un antico centro marso esistito tra il periodo italico e l'epoca romana e collocato nel contemporaneo territorio comunale di Trasacco (AQ), nella Vallelonga, in Abruzzo.

## Storia e descrizione
L'ocre marso di Supinum, Supna in lingua marsa, era collocato nell'area della Vallelonga tra le piccole convalli Castagne e Fontignana e i piani di Spineto, Mole Secche e Torricelle di monte Alto, non distante dal bordo meridionale del lago Fucino, nel contemporaneo comune di Trasacco. Durante l'età repubblicana, tra il III e il I secolo a.C., il villaggio era posto sotto il controllo dei questori. Successivamente, nel periodo imperiale, fu controllato dai magistrati e sottoposto alla giurisdizione del municipium di  Marruvium. 
Il centro abitato era caratterizzato dalla presenza di due santuari, quello dedicato alla dea Vittoria era posto nei pressi delle sponde del lago. Epigrafi, dediche votive, tracce di ville romane altri reperti sono riemersi lungo l'asse che conduceva all'ager publicus di Lucus Angitiae nel cosiddetto vicus Fistaniensis o Estaniensis della località Sant'Angelo. Il
monumento funerario dei Titecii, conservato nella basilica dei Santi Cesidio e Rufino, con ogni probabilità era collocato nel settore settentrionale dell'antico centro abitato. 
L'acropoli di Supinum era situata sul monte Alto a circa 1084 m s.l.m. mentre la necropoli era posta più in basso, in località Capo la Croce a 726 m s.l.m..
In epoca bassomedievale e rinascimentale invece si sviluppò, tra la torre Febonio e la chiesa di San Cesidio, il nucleo storico di Trasacco.